# 42e cérémonie des People's Choice Awards
La 42e cérémonie des People's Choice Awards, organisée par Procter & Gamble, a eu lieu le 6 janvier 2016 et a récompensé les artistes, films, séries et chansons ayant le mieux servi la culture populaire en 2015. Elle a été présentée par Jane Lynch et retransmise aux États-Unis par CBS.
Les nominations ont été annoncées le 3 novembre 2015.

## Performances
- Shawn Mendes — "Stitches"
  - avec Camila Cabello — "I Know What You Did Last Summer"
- Jason Derulo — "Get Ugly" et "Want to Want Me"
- Jordan Smith, accompagné par David Foster — "You Are So Beautiful"

## Présentateurs des prix
- Melissa Benoist
- Mayim Bialik
- Jack Black
- Betsy Brandt
- Priyanka Chopra
- Chris D'Elia
- Adam DeVine
- Vin Diesel
- Natalie Dormer
- Mike Epps
- Connor Franta
- Meagan Good
- Clark Gregg
- Colin Hanks
- Marcia Gay Harden
- Josh Holloway
- Kate Hudson
- Cheyenne Jackson
- Raza Jaffrey
- Dakota Johnson
- Taylor Kinney
- Nia Long
- Lea Michele
- Christina Milian
- Kunal Nayyar
- The Pink Ladier of Grease: Live (Julianne Hough, Vanessa Hudgens et Carly Rae Jepsen)
- Melissa Rauch
- Gina Rodriguez
- Britney Spears
- Abigail Spencer
- John Stamos
- Meghan Trainor
- Amber Valletta
- Ming-Na Wen
- Ed Westwick
- Maddie Ziegler
- Alison Brie
- Shemar Moore

## Palmarès
Les lauréats sont indiqués ci-dessous en premier de chaque catégorie et en caractères gras.

### Cinéma
| Film préféré                                                                                     | Film d'action préféré |
| ------------------------------------------------------------------------------------------------ | --- |
| - Fast and Furious 7 - Avengers : L'Ère d'Ultron - Jurassic World - Pitch Perfect 2 - Vice-versa | - Fast and Furious 7 - Avengers : L'Ère d'Ultron - Divergente 2 : L'Insurrection - Jurassic World - Le Labyrinthe : La Terre brûlée |
| Film comique préféré                                                                             | Film dramatique préféré |
| - Pitch Perfect 2 - DUFF : Le faire-valoir - Spy - Ted 2 - Crazy Amy                             | - Seul sur Mars - Adaline - Chemins croisés - Cinquante nuances de Grey - NWA : Straight Outta Compton                              |
| Acteur préféré d'un film                                                                         | Actrice préférée d'un film |
| - Channing Tatum - Johnny Depp - Robert Downey Jr. - Chris Pratt - Will Smith                    | - Sandra Bullock - Anne Hathaway - Scarlett Johansson - Melissa McCarthy - Meryl Streep                                             |
| Acteur d'action préféré                                                                          | Actrice d'action préférée |
| - Chris Hemsworth - Vin Diesel - Robert Downey Jr. - Dwayne Johnson - Chris Pratt                | - Shailene Woodley - Emily Blunt - Scarlett Johansson - Michelle Rodriguez - Charlize Theron                                        |
| Acteur comique préféré                                                                           | Actrice comique préférée |
| - Kevin Hart - Jack Black - Robert De Niro - Will Ferrell - Mark Wahlberg                        | - Melissa McCarthy - Anna Kendrick - Amy Schumer - Sofía Vergara - Rebel Wilson                                                     |
| Acteur dramatique préféré                                                                        | Actrice dramatique préférée |
| - Johnny Depp - George Clooney - Matt Damon - Channing Tatum - Will Smith                        | - Dakota Johnson - Blake Lively - Jennifer Lopez - Rachel McAdams - Kate Winslet                                                    |
| Voix d'acteur/actrice d'un film d'animation                                                      | Film familial préféré |
| - Selena Gomez - Sandra Bullock - Amy Poehler - Rihanna - Adam Sandler                           | - Les Minions - Cendrillon - En route ! - Hôtel Transylvanie 2 - Vice-versa                                                         |
| Thriller préféré                                                                                 | |
| - Taken 3 - Un voisin trop parfait - Insidious : Chapitre 3 - Poltergeist - Unfriended           | |

### Télévision
| Série préférée | Série comique préférée |
| --- | --- |
| - The Big Bang Theory - Game of Thrones - Grey's Anatomy - The Voice - The Walking Dead                                                           | - The Big Bang Theory - 2 Broke Girls - Mike & Molly - Modern Family - New Girl                                              |
| Série dramatique préférée | Série science-fiction ou fantastique préférée                                                                                |
| - Grey's Anatomy - Empire - Gotham - How to Get Away with Murder - Scandal                                                                        | - Beauty & the Beast - Arrow - Once Upon a Time - Supernatural - Vampire Diaries                                             |
| Série science-fiction ou fantastique du câble préférée                                                                                            | Série dramatique préférée |
| - Outlander - American Horror Story - Game of Thrones - Teen Wolf - The Walking Dead                                                              | - Person of Interest - Bones - Castle - Esprits Criminels - NCIS                                                             |
| Acteur comique préféré d'une série | Actrice comique préférée d'une série                                                                                         |
| - Jim Parsons - Jesse Tyler Ferguson - Johnny Galecki - Matthew Perry - Andy Samberg                                                              | - Melissa McCarthy - Kaley Cuoco - Zooey Deschanel - Anna Faris - Sofia Vergara                                              |
| Acteur dramatique préféré d'une série | Actrice dramatique préférée d'une série                                                                                      |
| - Taylor Kinney - Justin Chambers - Scott Foley - Terrence Howard - Jesse Williams                                                                | - Ellen Pompeo - Viola Davis - Taraji P. Henson - Sara Ramirez - Kerry Washington                                            |
| Acteur policière dramatique préféré d'une série                                                                                                   | Actrice policière dramatique préférée d'une série                                                                            |
| - Nathan Fillion - Jim Caviezel - Mark Harmon - LL Cool J - Shemar Moore                                                                          | - Stana Katic - Emily Deschanel - Mariska Hargitay - Lucy Liu - Pauley Perrette                                              |
| Série comique du câble préférée | Série dramatique du câble préférée                                                                                           |
| - It's Always Sunny in Philadelphia - Baby Daddy - Faking It - Real Husbands of Hollywood - Young & Hungry                                        | - Pretty Little Liars - Bates Motel - The Fosters - Rizzoli & Isles - Suits                                                  |
| Acteur du câble préféré | Actrice du câble préféré |
| - Kevin Hart - Eric Dane - Adam DeVine - Taye Diggs - Christian Slater                                                                            | - Sasha Alexander - Ashley Benson - Hilary Duff - Lucy Hale - Shay Mitchell                                                  |
| Série de prime du câble préférée | Série en streaming préférée                                                                                                  |
| - Homeland - Girls - Masters of Sex - Shameless - Veep                                                                                            | - Orange Is The New Black - House of Cards - The Mindy Project - Transparent - Unbreakable Kimmy Schmidt                     |
| Acteur de prime du câble préféré | Actrice de prime du câble préférée                                                                                           |
| - Dwayne Johnson - Joshua Jackson - Nick Jonas - Matt LeBlanc - Justin Theroux                                                                    | - Kristen Bell - Claire Danes - Julia Louis-Dreyfus - Lisa Kudrow - Emmy Rossum                                              |
| Acteur science-fiction ou fantastique préféré | Actrice science-fiction ou fantastique préférée                                                                              |
| - Jensen Ackles - Misha Collins - Sam Heughan - Ian Somerhalder - David Tennant                                                                   | - Caitriona Balfe - Emilia Clarke - Ginnifer Goodwin - Jennifer Morrison - Lady Gaga                                         |
| Émission de compétition préférée | Équipe de présentateurs de talk-show de jour préféré                                                                         |
| - The Voice - America's Got Talent - American Ninja Warrior - Dancing with the Stars - MasterChef                                                 | - The Talk - Good Morning America - Live! with Kelly and Michael - Today - The View                                          |
| Présentateur de talk-show de jour préféré | Présentateur de talk-show de soirée préféré                                                                                  |
| - Ellen DeGeneres - Steve Harvey - Dr. Oz - Rachael Ray - Wendy Williams                                                                          | - Jimmy Fallon - Stephen Colbert - James Corden - Jimmy Kimmel - Conan O'Brien                                               |
| Acteur préféré dans une nouvelle série | Actrice préférée dans une nouvelle série                                                                                     |
| - John Stamos - Chace Crawford - Zachary Levi - Rob Lowe - Josh Peck                                                                              | - Priyanka Chopra - Jamie Lee Curtis - Marcia Gay Harden - Lea Michele - Emma Roberts                                        |
| Série d'animation préférée | Nouvelle série comique préférée                                                                                              |
| - The Simpsons - American Dad! - Bob's Burger - Family Guy - South Park                                                                           | - Scream Queens - Crazy Ex-Girlfriend - Dr. Ken - Grandfathered - The Grinder - Life in Pieces - The Muppets - Truth Be Told |
| Nouvelle série dramatique préférée | |
| - Supergirl - Blindspot - Blood & Oil - Code Black - Heroes Reborn - Limitless - Minority Report - The Player - Quantico - Rosewood - Wicked City | |

### Musique

#### Artiste masculin préféré
- Ed Sheeran
- Justin Bieber
- Luke Bryan
- Nick Jonas
- The Weeknd

#### Artiste féminine préférée
- Taylor Swift
- Lana Del Rey
- Selena Gomez
- Demi Lovato
- Madonna

#### Groupe préféré
- Fifth Harmony
- Fall Out Boy
- Imagine Dragons
- Maroon 5
- One Direction

#### Nouvel artiste préféré
- Shawn Mendes
- Fetty Wap
- Halsey
- Tori Kelly
- The Weeknd

#### Artiste country masculin préféré
- Blake Shelton
- Dierks Bentley
- Luke Bryan
- Brad Paisley
- Keith Urban

#### Artiste country féminine préférée
- Carrie Underwood
- Miranda Lambert
- Reba McEntire
- Kacey Musgraves
- Cassadee Pope

#### Groupe country préféré
- Lady Antebellum
- The Band Perry
- Florida Georgia Line
- Little Big Town
- Zac Brown Band

#### Artiste pop préféré
- Taylor Swift
- Kelly Clarkson
- Selena Gomez
- Demi Lovato
- Ed Sheeran

#### Artiste Hip-Hop préféré
- Nicki Minaj
- Big Sean
- Drake
- Kendrick Lamar
- Wiz Khalifa

#### Artiste R&B préféré
- The Weeknd
- Chris Brown
- Ciara
- Janet Jackson
- Ne-Yo

#### Chanson préféré
- "What Do You Mean ?" de Justin Bieber
- "Bad Blood" de Taylor Swift & Kendrick Lamar
- "Can't Feel My Face" de The Weeknd
- "Love Me Like You Do" d'Ellie Goulding
- "See You Again" de Wiz Khalifa & Charlie Puth

#### Album préféré
- Title de Meghan Trainor
- American Beauty/American Psycho des Fall Out Boy
- Beauty Behind the Madness de The Weeknd
- If You're Reading This It's Too Late de Drake
- Smoke + Mirrors de Imagine Dragons

#### Artiste Icon de la musique
- Madonna
- Paul McCartney
- Prince
- Steven Tyler
- Stevie Wonder

### Digital

#### Célébrité des réseaux sociaux préféré
- Britney Spears
- Beyonce
- Dwayne Johnson
- Anna Kendrick
- Taylor Swift

#### Star des réseaux sociaux préféré
- Matt Bellassai
- Cameron Dallas
- Frankie Grande
- Nash Grier
- Lele Pons

#### Jeu de téléphone préféré
- Candy Crush Saga
- Despicable Me: Minion Rush
- Fruit Ninja
- Plantes contre Zombies
- Temple Run

#### Jeu vidéo préféré
- Super Smash Bros.
- Batman: Arkham Knight
- Call of Duty: Advanced Warfare
- Grand Theft Auto V
- Minecraft

#### Star de YouTube préféré
- Connor Franta
- Grace Helbig
- Jenna Marbles
- Miranda Sings
- Tyler Oakley

#### Le DailyMail.com Award
- Maddie Ziegler
- Cara Delevingne
- Kylie Jenner
- Bella Thorne
- Ruby Rose